# Okrzeszyn (Basse-Silésie)
Pour les articles homonymes, voir Okrzeszyn.
Okrzeszyn est une localité polonaise de la gmina de Lubawka, située dans le powiat de Kamienna Góra en voïvodie de Basse-Silésie.